# Aart Strootman
Aart Strootman (Oud-Beijerland, 1987) is een Nederlands gitarist, componist, instrumentmaker en docent. Sinds 2009 geeft hij les in muziekgeschiedenis, gevorderde gehoortraining, muziekanalyse, filosofie en voordracht. Hij is vooral bekend van zijn werk met het ensemble F.C. Jongbloed, zijn optredens van werken van Steve Reich en TEMKO, waarmee hij minimalistische muziek maakt, geïnspireerd door o.a. Meshuggah. Daarnaast studeerde hij bij Dick Hogeveen, Hein Sanderink, Marlon Titre, Elliot Fisk en Scot Tennant.
Als sologitarist speelde hij met o.a. het Iceland Symphony Orchestra, de WDR, de SWR, Britten Sinfonia en de New York Philharmonic.
In 2014 leidde Strootman het project To You van componist Peter Schat met F.C. Jongbloed. Hij schreef daarmee geschiedenis door oude 'vergeten' werken van Nederlandse componisten opnieuw uit te voeren.

## Biografie
Strootman studeerde in Tilburg bij Hein Sanderink en behaalde zijn Bachelor in Muziek cum laude in 2008 en behaalde cum laude de Master in Muziek met de hoogste graad (10/10) in 2010 op het Conservatorium. Hij behaalde tegelijk een Master in Muziek Theorie en op de Universiteit van Utrecht een Master of Arts in Musicologie. In 2018 studeerde hij aan de Universiteit Leiden met het het docARTES programma.

## Prijzen
In 2017 kreeg Strootman de Gaudeamus Award. Hij won in 2018 bij de Prix Annelie de Man een 1e prijs voor componisten en de 1e prijs bij de 4Viola competitie. In 2019 ontving Strootman de Matthijs Vermeulenprijs voor zijn compositie Shambling Emerge – after after party.

## Discografie
- Monasteria, Label Buzz, 2015
- Darkness Rises, M-Recordings, 2016
- Nyctophilia, Gaudeamus Muziekweek 2017 - Highlights Vol. 7
- Anthony Fiumara: Grids, Label ALASKA RECORDS, 2018